# Charlotte Greenwood
Frances Charlotte Greenwood (Filadelfia, 25 giugno 1890 – Los Angeles, 28 dicembre 1977) è stata un'attrice e ballerina statunitense.

## Biografia
Nata a Filadelfia, la Greenwood mosse i primi passi nel vaudeville e divenne una delle più apprezzate attrici brillanti del Broadway theatre, dove debuttò il 22 luglio 1912 con la prima assoluta della rivista musicale The Passing Show of 1912. L'anno successivo fu nel cast di The Passing Show of 1913. Molto alta, è ricordata per l'agilità delle sue lunghe gambe, in riferimento alle quali l'attrice si definì l'«unica donna che avrebbe dato un calcio a una giraffa nell'occhio».
Nel 1916 interpretò il ruolo di Letty Robbins nel musical So Long Letty di Earl Carroll, riprendendo lo stesso personaggio in alcune produzioni successive, come Linger Longer Letty (1919) di Al Goodman e Letty Pepper (1922), che fecero di lei una star del palcoscenico e la resero popolare presso il pubblico statunitense. Nel 1922 prese parte a Music Box Revue di Irving Berlin, e nel 1934 interpretò Dorrie Barbour nella prima assoluta di Three Sisters di Jerome Kern con Stanley Holloway, al Drury Lane di Londra.
Già apparsa nel 1915 nel film muto Jeanne, la Greenwood tornò al cinema nel 1928, interpretando numerose commedie. Nel 1940 firmò un contratto con la 20th Century Fox e apparve durante il decennio in film come Notti argentine (1940), In montagna sarò tua (1942), Banana split (1943). Nel 1950 ottenne un nuovo successo teatrale con il ruolo di Juno nella prima assoluta newyorkese di Out of this World di Cole Porter, per la regia di Agnes de Mille e George Abbott, con George Gaynes, David Burns e William Redfield. Negli anni cinquanta si dedicò prevalentemente alla televisione, tuttavia apparve ancora in alcune pellicole come Oklahoma! (1955), nel ruolo di Aunt Eller, e Sesso debole? (film 1956) (1956).

## Vita privata
La Greenwood si sposò due volte, la prima nel 1915 con l'attore Cyril Ring, da cui divorziò nel 1922, e la seconda nel 1924 con il compositore Martin Broones. Da entrambi i matrimoni non ebbe figli. Vedova di Broones dal 1971, l'attrice morì nel 1977, all'età di 87 anni.

## Filmografia

### Cinema
- Jeanne (Jane), regia di Frank Lloyd (1915)
- Miss George Washington, regia di J. Searle Dawley (1916)
- Stepping Some, regia di Eddie Lyons, Lee Moran - cortometraggio (1918)
- Crossed Signals, regia di J.P. McGowan (1926)
- Slym papà (Baby Mine), regia di Robert Z. Leonard (1928)
- So Long Letty, regia di Lloyd Bacon (1929)
- Love Your Neighbor, regia di William Watson (1929) - cortometraggio
- Girls Will Be Boys, regia di William Watson (1931) - cortometraggio
- Io... e le donne (Parlor, Bedroom and Bath), regia di Edward Sedgwick (1931)
- Stepping Out, regia di Charles Reisner (1931)
- The Man in Possession, regia di (non accreditato) Sam Wood (1931)
- Il re dei chiromanti (Palmy Days), regia di A. Edward Sutherland (1931)
- Flying High, regia di Charles Reisner (1931)
- Cheaters at Play, regia di Hamilton MacFadden (1932)
- The Yacht Party, regia di Roy Mack (1932) - cortometraggio
- Il diavolo in caserma (Orders Is Orders), regia di Walter Forde (1934)
- La via delle stelle (Star Dust), regia di Walter Lang (1940)
- Non siamo più bambini (Young People), regia di Allan Dwan (1940)
- Notti argentine (Down Argentine Way), regia di Irving Cummings (1940)
- Tall, Dark and Handsome, regia di H. Bruce Humberstone (1941)
- Appuntamento a Miami (Moon Over Miami), regia di Walter Lang (1941)
- The Perfect Snob, regia di Ray McCarey (1941)
- In montagna sarò tua (Springtime in the Rockies), regia di Irving Cummings (1942)
- Dixie Dugan, regia di Otto Brower (1943)
- Banana split (The Gang's All Here), regia di Busby Berkeley (1943)
- Nella camera di Mabel (Up in Mabel's Room), regia di Allan Dwan (1944)
- Due donne e un purosangue (Home in Indiana), regia di Henry Hathaway (1944)
- Wake Up and Dream, regia di Lloyd Bacon (1946)
- Fiore selvaggio (Driftwood), regia di Allan Dwan (1947)
- The Great Dan Patch, regia di Joseph M. Newman (1949)
- Dora bambola bionda! (Oh, You Beautiful Doll), regia di John M. Stahl (1949)
- Peggy la studentessa (Peggy), regia di Frederick de Cordova (1950)
- Nebbia sulla Manica (Dangerous When Wet), regia di Charles Walters (1953)
- Oklahoma!, regia di Fred Zinnemann (1955)
- Glory, regia di David Butler (1956)
- Sesso debole? (The Opposite Sex), regia di David Miller (1956)

### Televisione
- The Best of the Post – serie TV, episodio 1x25 (1961)

## Doppiatrici italiane
- Maria Saccenti in Nebbia sulla Manica, Oklahoma!, Sesso debole?
- Tina Lattanzi in Fiore selvaggio, Peggy la studentessa
- Wanda Tettoni in Due donne e un purosangue